# Депутаты Верховного Совета СССР от АССР Немцев Поволжья
Депутаты Верховного Совета СССР от АССР Немцев Поволжья избраны в 1937 году и сложили полномочия досрочно в 1944 году.
Выборы в Верховный Совет СССР 1 созыва состоялись 12 декабря 1937 года.
27 марта 1944 года Президиум Верховного Совета СССР принял постановление о лишении полномочий депутатов Верховного Совета СССР, избранных туда от ликвидированных АССР Немцев Поволжья, Калмыцкой АССР и Карачаевской автономной области.
Перед выборами
В ходе подготовки к выборам на территории АССР Немцев Поволжья созданы избирательные округа.
По выборам в Совет Союза — 2 округа.
1-й округ включал г. Энгельс (центр) и кантоны: Бальцерский, Франкский, Каменский, Добринский, Эрленбахский, Золотовский, Зельманский, Куккусский, Энгельсская пригородная зона и посёлок Красный Текстильщик.
2-й округ — с. Красный Кут (центр) и все остальные кантоны.
по выборам в Совет Национальностей — 11 округов (центры избирательных округов: г. Энгельс, Бальцер, Гримм, Добринка, Зельман, Гмелинка, Красный Кут, Гнаденфлюр, Мариенталь, Марксштадт; г. Энгельс вместе с пригородной зоной и посёлок Красный Текстильщик составляли 2 округа).
В октябре 1937 года на 413 избирательных участках образованы участковые избирательные комиссии. Их создание проходило под контролем обкома ВКП(б) АССР Немцев Поволжья. Все председатели и секретари ИК проходили утверждение на заседании бюро обкома.
С конца октября 1937 началась предвыборная кампания.
Выборы
По официальной статистике из 282832 избирателей приняли участие в голосовании 280326 (99,1 %). Из них 277295 (98,9 %) проголосовали «за кандидатов блока коммунистов и беспартийных». Против — 3031 избиратель.
В Совет Союза были избраны
1. Попок Яков Абрамович — первый секретарь обкома ВКП(б) АССР НП,
2. Далингер Владимир Фёдорович — председатель Совнаркома АССР НП.

На 11 мест в Совет Национальностей избраны партийные и советские деятели, передовики производства, образования и культуры:
1. Гебель Карл Егорович
2. Гекман Александр Иоганнесович — нарком лёгкой промышленности АССР НП
3. Гофман Конрад Генрихович — начальник паровозного депо ст. Покровск
4. Граубергер Екатерина Давидовна — доярка в колхозе «Большевик»
5. Гринемайнер Анна Генриховна — учительница в с. Экгейм
6. Денинг Адольф Адольфович — директор Мариентальской МТС
7. Полетаев Василий Герасимович — директор МТС
8. Поликарпов Николай Николаевич
9. Розенбергер Давид Генрихович — председатель ЦИК АССР НП
10. Рыжов Михаил Иванович — заместитель наркома внутренних дел СССР
11. Шерер Фридрих Фридрихович — председатель колхоза им. Ворошилова

довыборы
В феврале 1941 на территории АССР Немцев Поволжья прошли довыборы депутатов Верховного Совета СССР 1-го созыва вместо выбывших Я. А. Попка и Д. Г. Розенбергера.
в Совет Союза:
1. Малов Сергей Иванович — первый секретарь обкома ВКП(б) АССР НП

в Совет Национальностей:
1. Полянский Лев Николаевич